# Boeing B-52 Stratofortress
Боинг Б-52 «Стратофортресс» (англ. Boeing B-52 Stratofortress «Стратосферная крепость») — американский межконтинентальный стратегический бомбардировщик компании Боинг, стоящий на вооружении ВВС США с 1955 года.
Самолёт пришёл на смену бомбардировщику B-36. На дозвуковой скорости на высотах до 15 километров он способен нести разные виды оружия, в том числе ядерное. Основная задача, для которой Б-52 разрабатывался — доставить две термоядерные бомбы большой мощности до любой точки СССР.
Одна из модификаций Б-52 — Б-52G — является абсолютным рекордсменом по дальности среди боевых самолётов. Это также один из немногих военных самолётов, находящихся на службе непрерывно более полувека. Несмотря на то, что Б-52 разрабатывался в конце 1940-х — начале 1950-х, он по-прежнему остаётся основным самолётом дальней бомбардировочной авиации американских ВВС (наряду с B-1b Lancer) и будет оставаться таковым, как минимум, до 2030 года. На модернизацию самолётов планируется потратить 11,9 млрд долларов.

## История создания
Самолёт имеет самую длинную карьеру из всех боевых машин стратегической авиации. Самолёт создавался по техзаданию военного ведомства от января 1946 года: радиус действия 8000 км с бомбовой нагрузкой 4500 кг при средней скорости полёта 480 км/ч и способный развивать скорость до 724 км/ч на рабочей высоте 10,7 км.
Вначале планировалось создание самолёта с ТВД, которые позволяли достичь требовавшейся дальности полёта и прямым крылом (модель 462 с шестью ТВД с одиночными винтами), затем, после изучения на протяжении 2 лет более 30 вариантов с различными компоновками крыла и двигателей, был сделан выбор в пользу стреловидного крыла (модель 464-35 с четырьмя ТВД). В силу рекомендаций немецких экспертов военного ведомства В. Фогта и Б. Гетерта и на основании результатов продувок и моделирований удачной схемы В-47 с умеренно стреловидным крылом большого удлинения и ТРД в гондолах под ним фирма решила использовать её и на новом бомбардировщике, несколько пожертвовав дальностью полёта для достижения более высокой скорости.
В октябре 1948 года фирма Боинг представила окончательный вариант предварительного проекта бомбардировщика (модель 464-49) с восемью ТРД JT3 (позднее получившими обозначение J57), имеющего при взлётной массе 150 т и боевой нагрузке 4,5 т радиус действия 4930 км и максимальную скорость 910 км/ч. Работы по программе были ускорены и объёмы её финансирования были повышены после начала летом 1950 года войны в Корее. К 1951 году в процессе проектирования взлётная масса самолёта была доведена до 177 т для увеличения дальности полёта.
Первый полёт опытного образца XB-52 состоялся 15 апреля 1952 года; командиром экипажа был Элвин «Текс» Джонстон. Самолёт имел предельно тонкое крыло схемы высокоплан с двигателями под ним, объединёнными попарно в мотогондолы, тандемное расположение кресел пилотов и велосипедное шасси с подкрыльевыми опорами. В ходе разработки самолёта объём испытаний в АДТ составил около 6500 часов. ВВС США решили подстраховать себя на случай затруднений по программе В-52 и в марте 1951 года привлекли фирму Конвэр к работам по стратегическому бомбардировщику YB-60, который по общей схеме (стреловидное крыло с восемью ТРД на подкрыльевых пилонах) был близок к В-52, но сохранял конструкцию фюзеляжа самолёта В-36 и имел более толстое крыло. Лётные испытания опытного YB-60 начались в апреле 1952 года, но успешный ход программы В-52 позволил отказаться от YB-60.
Всего было построено 744 самолёта B-52 различных модификаций, из них 71 самолёт потерян в результате лётных происшествий.
Предсерийные машины B-52A (первый полёт состоялся 5 августа 1954 года) использовались как испытательные и исследовательские самолёты для программ усовершенствования. В ВВС США серийные бомбардировщики начали поступать с 29 июня 1955 года. под обозначением B-52B, которые, в отличие от B-52A, были оснащены системой навигации и бомбометания. Из пятидесяти построенных самолётов B-52B двадцать семь было переоборудовано в самолёт-разведчик RB-52B.
На варианте самолёта B-52C было существенно улучшено оборудование и лётно-технические характеристики — это первая модель, которая имела белую окраску нижней поверхности корпуса самолёта для защиты от светового и теплового излучения при ядерном взрыве. Первый полёт B-52C совершил 9 марта 1956 года, а в боевое подразделение первый B-52C поступил в июне 1956 года. Последовавший вариант B-52D (впервые поднялся в воздух 4 июня 1956 года) оснастили улучшенной системой управления огнём счетверённых хвостовых пулемётов калибра 12,7-мм. Вариант B-52E (первый полёт 3 октября 1957 года) получил более совершенную навигационную систему и систему управления вооружением с отображением информации на модернизированной приборной доске. Увеличение взлётного веса потребовало установки на новом варианте B-52F (первый полёт выполнен 6 мая 1958 года) двигателей с системой впрыска воды для увеличения взлётной тяги.
Вариант B-52G содержал большое количество усовершенствований и оказался наиболее модернизированным в пределах одной модели (первый полёт — 26 октября 1958 года). Чтобы сохранить вес и сделать планер более безопасным, он был полностью перепроектирован, кессон-баки крыла значительно увеличены, киль укорочен, хвостовой стрелок перемещён в кабину экипажа, что позволило значительно сэкономить вес. Установлено оборудование для запуска снарядов-ловушек «Квейл» (quail — перепел). которые имитировали отметку на экранах РЛС, аналогичную отметке от B-52, и ракет AGM-28 «Хаунд Дог» (hound dog — гончий пёс) класса «воздух-земля», запускаемых вне пределов зоны ПВО с дальности до 1200 км. До 1960 года было построено 193 самолёта B-52G.
Последней модификацией стал вариант В-52Н (первый полёт совершён 6 марта 1961 года), который отличался новыми турбореактивными двигателями TF33 с увеличенной тягой при значительно меньшем расходе топлива и усиленной конструкцией планера, что позволило самолёту летать продолжительное время на малых высотах. Вместо счетверённых хвостовых пулемётов установлена шестиствольная пушка M61A1 Vulcan калибра 20 мм с вращающимся блоком стволов (боезапас 1200 снарядов), дистанционно управляемая с помощью РЛС AN/AGS-15 или телекамеры. Последний самолёт серии B-52 был построен в июне 1962 года.
Первая водородная бомба была сброшена с B-52 21 мая 1956 года. В последующие годы ряд рекордных полётов продемонстрировали высокие лётные характеристики самолёта. Так, в ноябре 1956 года были выполнены беспосадочные полёты вокруг Североамериканского континента и через Северный полюс протяжённостью 27000 км. 18 января 1957 года три B-52 совершили кругосветный полёт за 45 часов 19 минут, пролетев 39750 км со средней скоростью 850 км/ч, а 11 января 1962 года самолёт установил рекорд дальности полёта без дозаправки, преодолев 20168 км за 22 часа 9 минут. С 1965 по 1984 годы варианты B-52B по B-52F сняты с вооружения; к началу 1992 года в ВВС США осталось 254 самолёта B-52 (159 B-52G и 95 В-52Н). В декабре 2015 оставались в активной эксплуатации 58 машин и 18 — в резерве.

## Конструкция
Шасси — велосипедного типа, с двумя основными четырехколёсными стойками и двумя вспомогательными стойками на концах крыла. При уборке колёса основных стоек поворачиваются на 90 град. Правые стойки убираются назад, левые — вперёд. Все стойки имеют гидравлическое управление. При посадке все колёса касаются ВПП одновременно. Особенностью шасси является возможность поворачивать основные стойки шасси до 20° влево и вправо от продольной оси самолёта, для увеличения безопасности посадки при боковом ветре.

## Советские аналоги
Первым советским самолётом схожей функциональности был Ту-95, по кодификации НАТО «Медведь» (Bear), совершивший первый полёт в ноябре 1952 года. Этот бомбардировщик и ракетоносец оснащён турбовинтовыми двигателями, что на первый взгляд выглядит в наши дни анахронизмом. Тем не менее он, будучи принят на вооружение лишь на год позже B-52 (апрель 1956 против февраля 1955 для B-52), и ныне эффективно выполняет свои функции, как и его «старинный», но столь же функциональный американский аналог, а его турбовинтовые двигатели даже обеспечивают ему небольшое преимущество: более низкий расход топлива и меньшую распознаваемость разведспутниками (которые обнаруживают реактивный самолёт на несколько десятков минут раньше, чем винтовой).

## Эксплуатация
- 14 февраля 1951 года с компанией «Боинг» был подписан первый контракт на изготовление 13 бомбардировщиков В-52А и 17 съёмных разведывательных контейнеров.
- 12 марта 1956 года первое подразделение, оснащённое самолётами B-52B — 93 Бомбардировочное крыло (93rd BW) на авиабазе Кастл (Castle) в Калифорнии достигло оперативной готовности.
- 21 мая 1956 года[7] на атолле Бикини с бомбардировщика В-52B с серийным номером 52-0013 была сброшена первая американская водородная бомба Mk.15.
- 24—25 ноября 1956 года четыре В-52В из 93 бомбардировочного крыла (93rd BW) и четыре B-52C из 42 бомбардировочного крыла (42nd BW) совершили беспосадочный полёт дальностью 27 000 км вокруг Северной Америки через Северный полюс.
- 16—18 января 1957 года три В-52B совершили кругосветный перелёт с несколькими дозаправками в воздухе от самолёта-заправщика, пролетев 39 165 км за 45 часов 19 минут при средней скорости около 850 км/ч.
- 10—11 января 1962 года В-52Н установил мировой рекорд дальности полёта без дозаправки в воздухе, совершив перелёт по маршруту авиабаза Кадена, Окинава, Япония — авиабаза Torrejon, Испания дальностью 20 177 км за 22 часа 9 минут.
- 15 декабря 2006 года самолёт В-52Н с серийным номером 61-0034 совершил полёт продолжительностью 7 часов с питанием двигателей синтетическим топливом.

По состоянию на 1963 год, на вооружении находилось 650 самолётов В-52 различных модификаций, размещённых на 38 авиабазах. B-52 стояли на вооружении 42 эскадрильи САК США. К 1978 году парк самолётов сократился до 574 единиц. Самолёты модификаций В-52B/C/D/F снимались с вооружения с 1965 по 1984 год. По состоянию на 1988 год, в различных лётных происшествиях был потерян 71 самолёт. В конце 1980-х годов 69 бомбардировщиков B-52G, не прошедшие модернизацию в качестве носителей AGM-86B, были перенацелены на доставку неядерного оружия. В связи с окончанием холодной войны в 1991 году прекращено постоянное боевое дежурство стратегических бомбардировщиков B-52. К началу 1992 года на вооружении ВВС США оставались 159 B-52G и 95 B-52H, всего 254 самолёта. В 1994 году в соответствии с американо-российскими договорами о сокращении вооружений все самолёты модификации B-52G были сняты с вооружения. С июля 2008 года начато сокращение парка самолётов B-52H на 18 единиц. На 2012 год в Стратегическом авиационном командовании оставалось 85 самолётов модификации B-52H, в январе 2013 это число сократилось до 78 единиц; 44 из них планируют привлекать для решения боевых задач в локальных конфликтах. 9 самолётов находятся в резерве.
На 26 октября 2012 года любой B-52 имеет возраст более полувека. Планируется иметь на вооружении B-52H вплоть до 83-летнего возраста к 2040 году, до полной выработки ресурса планера.
Использование при запуске двух из восьми турбовентиляторных двигателей TF33-P/103 бомбардировщика пороховых стартеров (остальные шесть двигателей запускаются перед взлётом, когда машина достигает конца ВВП) позволило сократить время запуска самолёта с часа до десяти минут, освобождая от необходимости применения наземного оборудования.
В 2023 году на базе NASA Stennis Space Center начались заводские испытания двух спаренных двигателей Rolls-Royce F-130 производства американского филиала двигателестроительного концерна. Испытания проводятся по программе CERP (Commercial Engine Replacement Program), в рамках которой на бомбардировщиках будут установлены уже проверенные в эксплуатации надёжные двигатели, которые позволят продлить срок службы B-52 ещё на 30 лет.

### Модернизации
- Blue Band (1957 год), модернизация топливной системы двигателя J57-P-43W
- Hard Shell (1958 год), модернизация топливной системы двигателя J57-P-43W
- QuickClip (1958 год), модернизация топливной системы двигателя J57-P-43W
- Golly-Well (1964 год), модернизация авионики: установили новую систему бомбометания AN/ASQ-38
- ECP 1050 (1965 год), усиление крыла
- MADREC (Malfunction Detection and Recording) (1965 год), установка системы контроля неисправностей
- ECP 1185 (1966 год), замена обшивки фюзеляжа и лонжеронов
- ECP 1195 (1967 год), модернизация систем контроля полёта (Stability Augmentation and Flight Control program)
- Rivet Rambler (1971 год), модернизация систем РЭБ
- Rivet Ace (1973 год), модернизация систем РЭБ
- Pacer Plank (1977 год), дооборудование 99 самолётов B-52G и 96 B-52H в качестве носителей крылатых ракет AGM-86B. Модернизация проводилась с 1984 по 1990 год.

## Боевое применение

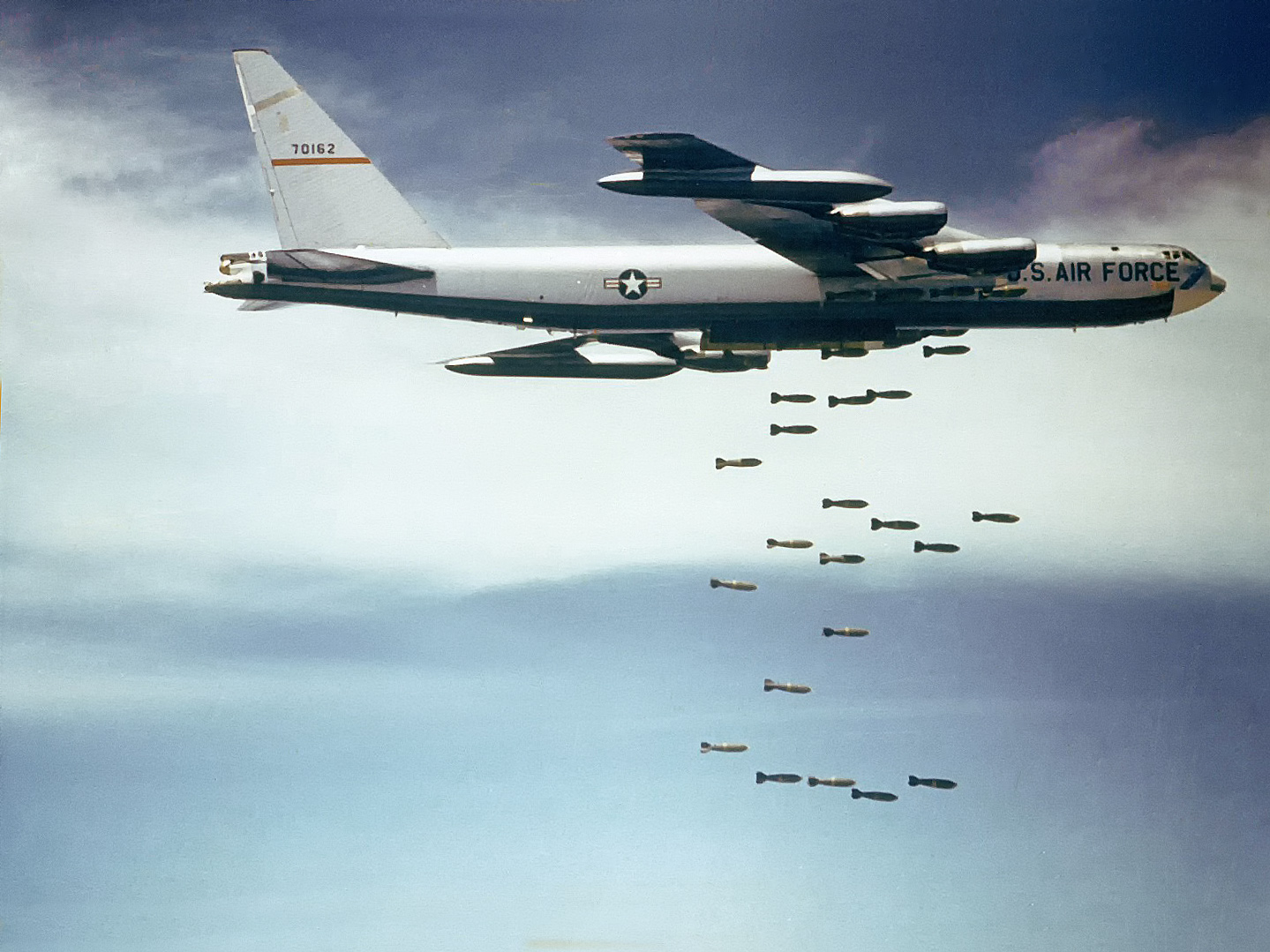
B-52F сбрасывает бомбы Mk 117 750 lb (340 кг) во время Вьетнамской войны. Фото 1965—1966 гг.

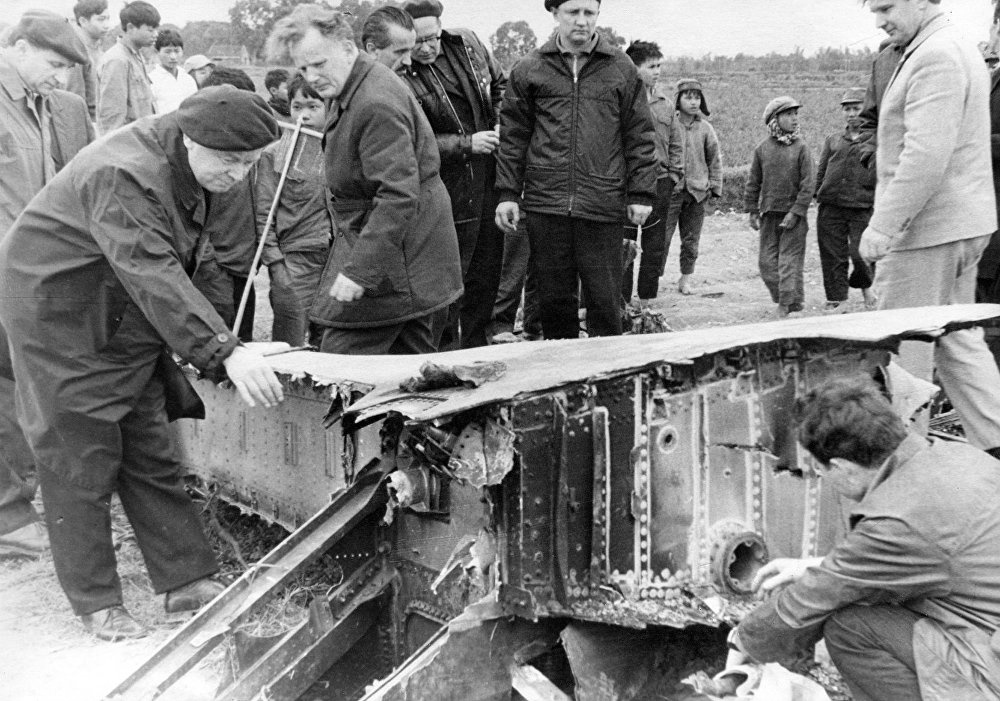
Советские специалисты осматривают обломки B-52, сбитого в окрестностях Ханоя 23 декабря 1972 г.

Война во Вьетнаме (см. Операция «Arc Light») (1965—1973)Бомбардировщики B-52 активно применялись в войне в Индокитае. Во время массированных бомбардировок в ходе операции Linebacker II в 1972 году бомбардировщики В-52 за 12 дней совершили 729 боевых вылетов и сбросили 15237 т бомб по Ханою, Хайфону и другим целям на территории Северного Вьетнама. В этой операции были сбиты зенитными ракетами 15 B-52.
В Южном Вьетнаме использовались для поддержки наземных войск, не неся при этом боевых потерь. Эффективность B-52 особенно проявилась при отражении весеннего наступления северовьетнамской армии 1972 года. В сражении за Ан-Лок был зафиксирован случай, когда B-52 накрыли находившийся на ровной, лишённой укрытий местности полк ВНА, и этот полк был уничтожен. B-52 фактически спасли от взятия противником город Лок-Нинь — их удар сорвал последнюю атаку северовьетнамцев, и после него на поле боя осталось несколько сотен трупов. В ходе другого удара B-52 24 мая 1972 года было уничтожено 300 солдат противника. В районе Донг Ха B-52 нанесли один из самых успешных ударов за время войны, уничтожив северовьетнамский танковый батальон (27 танков и 3 артиллерийских орудия). В III военном регионе ударами B-52 уничтожались целые роты танков Т-54.
За время войны стрелками В-52D было сбито два вьетнамских истребителя МиГ-21: 18 декабря 1972 и 24 декабря 1972. Последний боевой вылет бомбардировщиков B-52 был совершён 15 августа 1973 года.
Всего за семь лет войны самолёты B-52 совершили 126 тысяч вылетов, было потеряно 30 бомбардировщиков (из них 16 — в результате действий зенитных ракет противника, 2 — по вьетнамским данным сбиты истребителями Миг-21: 27 и 28 декабря 1972 г., американской стороной это не подтверждается, остальные потери относятся к небоевым).
Война в Персидском заливе (1991)В войне в зоне Персидского залива в 1991 году участвовали 70 бомбардировщиков B-52G, сделавшие 1624 боевых вылета. Один самолёт был потерян. Ещё шесть B-52 были повреждены иракским огнём.
Операция «Удар в пустыне» (1996)В 1996 году во время операции «Удар в пустыне» два бомбардировщика B-52H выпустили 13 крылатых ракет AGM-86C по электростанциям и станциям связи в Багдаде, совершив при этом 34-часовой полёт по замкнутому маршруту авиабаза Андерсен — остров Гуам.
Операция «Лиса пустыни» (1998)
Операция «Союзная сила» (НАТО против Югославии) (1999)
Афганская война (2001 — 2021)
Иракская война (2003)В ночь на 21 марта 2003 года во время операции Iraqi Freedom В-52Н выпустили около 100 крылатых ракет AGM-86 по Ираку.
Сирийский конфликт (2016)
По словам представителя командования войск США на Ближнем Востоке Стивена Уоррена, самолёт нанёс удар в понедельник, 18 апреля. Его целью стал склад с оружием боевиков в районе города Кайара к югу от Мосула. По словам Уоррена, авиаудары по целям в районе иракского Мосула продолжились во вторник и в среду, 20 апреля.
Применялся 7 февраля 2018 года в ходе получившей большой резонанс битвы у Хашама, в ходе которой погибли в том числе граждане Российской Федерации.

## Происшествия
Небоевые потери авиации США с 2013 по 2020 годы составили 186 самолётов (не только Б-52) и 224 лётчика. Об этом сообщается в отчёте Национальной комиссии по безопасности военной авиации (National Commission on Military Aviation Safety) от 1 декабря 2020 года, который был представлен президенту и Конгрессу США.
- 24 января 1961 года B-52G с двумя термоядерными бомбами на борту потерпел крушение недалеко от города Голдсборо в Северной Каролине. См. Авиакатастрофа под Голдсборо.
- 14 марта 1961 года B-52F с двумя термоядерными бомбами на борту потерпел крушение недалеко от города Юба-сити в Калифорнии. См. Авиакатастрофа над Юба-Сити.
- 13 января 1964 года бомбардировщик B-52 потерял вертикальное хвостовое оперение, попав в зимнюю штормовую турбулентность. В обломках бомбардировщика были найдены две относительно «неповреждённые» термоядерные бомбы. См. Катастрофа B-52 над Дикой Горой.
- 17 января 1966 года B-52 столкнулся над Испанией с самолётом-заправщиком KC-135. Погибло 7 человек. На борту самолёта находилось 4 термоядерных авиабомбы; три из них были найдены сразу же, одна — после двухмесячных поисков. См. Авиакатастрофа над Паломаресом.
- 21 января 1968 года вылетевший с авиабазы в городе Платтсбург (штат Нью-Йорк) самолёт B-52 в 21:40 по среднеевропейскому времени врезался в ледяной панцирь залива Северная Звезда (Гренландия) в пятнадцати километрах от авиабазы ВВС США Туле. На борту самолёта находилось 4 термоядерных авиабомбы. По некоторым сведениям, 1 бомба потеряна. См. Авиакатастрофа над базой Туле.
- 15 сентября 1980 года B-52 загорелся на авиабазе Гранд-Форкс c 8 ракетами AGM-69A и 4 бомбами B28. Экипаж экстренно покинул машину, а службы аэродрома более трёх часов тушили возгорание. Пожарным мешал порывистый ветер, раздувавший пламя, и полностью заправленные топливные баки. Фюзеляж удалось спасти от огня, однако вероятность катастрофы была велика. По словам директора Национальной ливерморской лаборатории Роджера Батцеля, если бы ветер дул в другом направлении, пламя уничтожило бы самолёт вместе с бомбами и экипажем[21][22][23][24].
- 3 февраля 1991 года B-52G «Стратофортресс» (сер. номер 59-2593, 4300-е временное бомбардировочное крыло ВВС США). Возвращаясь из боевого вылета, упал в Индийский океан в районе острова Диего-Гарсия после отказа системы электроснабжения. Из 6 членов экипажа 3 погибли при катапультировании. Считается небоевой потерей, хотя имелись предположения о том, что причиной отказа системы стало боевое повреждение. См. Список потерь авиации Многонациональных сил в ходе Войны в Персидском заливе.
- 24 июня 1994 года на авиабазе Фэйрчайлд разбился B-52, все 4 члена экипажа погибли. См. Катастрофа B-52 на авиабазе Фэйрчайлд.
- 22 июля 2008 года в районе острова Гуам разбился бомбардировщик В-52Н, все 6 членов экипажа погибли.
- 19 мая 2016 года при взлёте с авиабазы Андерсен на острове Гуам в двигатель B-52(60-0047) попала птица. Самолёт совершил экстренную посадку, но выкатился за пределы полосы, и в результате аварии полностью сгорел. Экипаж успел эвакуироваться[25][26].
- 5 января 2017 года в штате Северная Дакота около базы ВВС «Минот» во время тренировочного полёта отвалился один из двигателей. После потери двигателя самолёт смог успешно приземлиться, так как оборудован восемью турбореактивными двигателями. Никто из членов экипажа не пострадал[27].

## Модификации

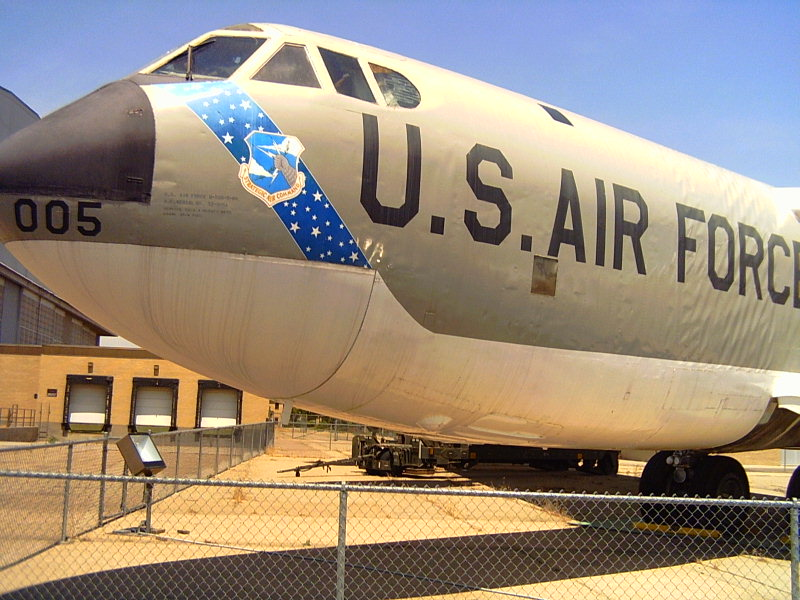
RB-52B с собственным именем Balls 5 в музее.

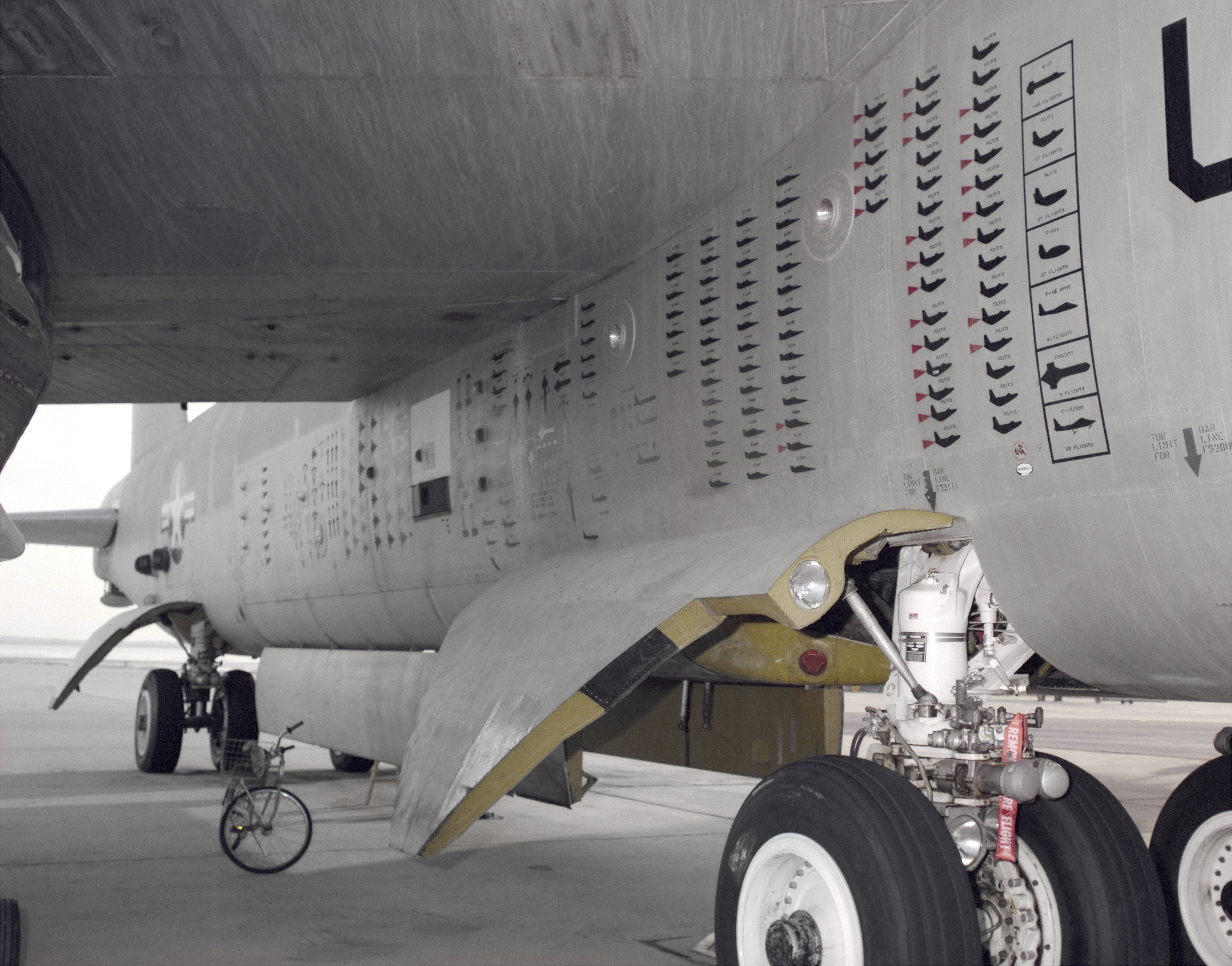
Борт NB-52B с отметками выполненных исследовательских полётов.

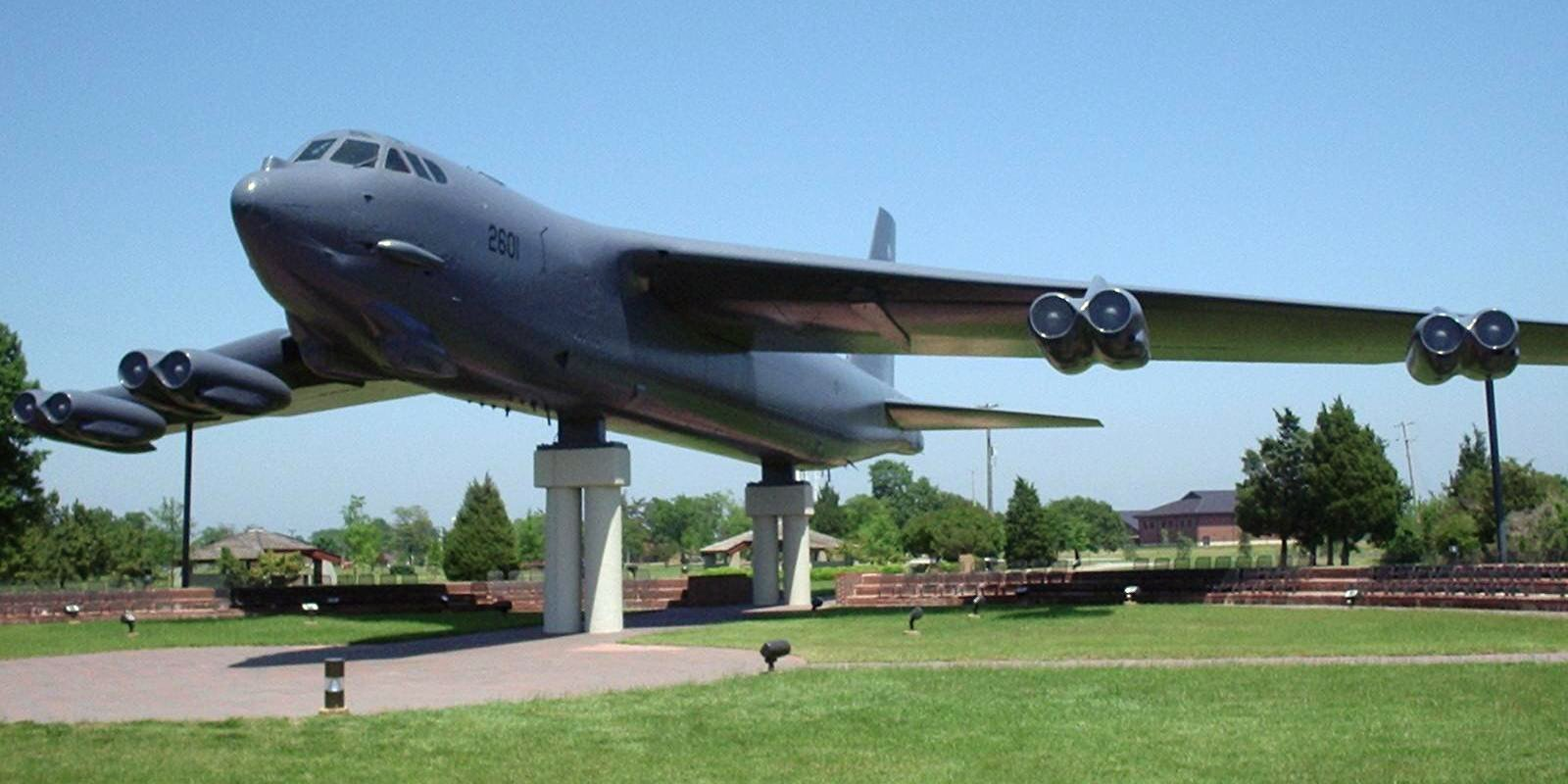
Мемориальный B-52G на авиабазе Лэнгли в Вирджинии.

| Вариант | Произведено                  | На службе       |
| ------- | ---------------------------- | --------------- |
| XB-52   | 2 (1 переоборудован в YB-52) | прототипы       |
| B-52A   | 3                            |                 |
| NB-52A  | 1 (модификация B-52A)        |                 |
| B-52B   | 50                           | 29 июня 1955    |
| RB-52B  | 27 (модификация B-52B)       |                 |
| NB-52B  | 1 (модификация B-52B)        |                 |
| B-52C   | 35                           | Июнь 1956       |
| B-52D   | 170                          | Декабрь 1956    |
| B-52E   | 100                          | Декабрь 1957    |
| B-52F   | 89                           | Июнь 1958       |
| B-52G   | 193                          | 13 февраля 1959 |
| B-52H   | 102                          | 9 мая 1961      |
| Всего   | 744                          |                 |

XB-52 (Model 464-67)Первый прототип B-52. Серийный номер 49-230, завод Boeing Seattle (Washington). Двигатели 8× J57-PW-1. С каплевидным фонарём кабины (типа «тандем»). Построен один экземпляр в 1951-52 годах. Первый полёт совершил 2 октября 1952 года, позже второго прототипа.
YB-52 (Model 464-67)Второй прототип B-52. Серийный номер 49-231, завод Boeing Seattle (Washington). Двигатели 8× J57-PW-1. С каплевидным фонарём кабины (типа «тандем»), полным составом БРЭО. Построен один экземпляр в 1952 году. Первый полёт совершил 15 апреля 1952 года по маршруту Renton Field Рентон (штат Вашингтон) — авиабаза «Ларсон». Полёт продолжался 2 часа 21 минуту. Самолёт пилотировали тест-пилот фирмы Боинг Элвин Джонстон и подполковник ВВС США Guy M. Townsend.
B-52A (Model 464-201-0)Первая производственная серия. Было построено три самолёта в 1954 году, серийные номера: 52-001..52-003, завод Boeing Seattle (Washington). Двигатели 8× J57-PW-9W, с тягой по 4500 кгс. От прототипа отличались сильно изменённой носовой частью: лётчиков разместили плечом к плечу, а не друг за другом; удлинили на 53 см нос самолёта для размещения дополнительного оборудования и добавили 6-го члена экипажа. В хвосте разместили стрелковую установку с четырьмя пулемётами калибра 12,7 мм (боезапас 4×600 патронов) и радиолокационной системой управления огнём. Была установлена система впрыска водометаноловой смеси с 1363-литровым баком для повышения мощности двигателей. Под каждой консолью самолёт нёс 3785-литровый топливный бак для уменьшения флаттера крыла. Первый полёт совершил 5 августа 1954 года. Приняты на вооружение в 1955 году.
NB-52AПоследний B-52A с серийным номером 52-003 был переоборудован в исследовательский самолёт-носитель NB-52A ракетоплана North American X-15 в 1959 году. Программа переоснащения стоила 2 миллиона долларов. Самолёт был оборудован пилоном под правым крылом между фюзеляжем и внутренней парой двигателей, из правого закрылка был вырезан участок размером 1,8×2,4 м для размещения хвостовой части ракетоплана. В бомбовом отсеке были установлены баки для жидкого кислорода, которым заправлялся X-15 перед стартом. Первый пуск North American X-15 был произведён 10 марта 1959 года. Всего самолёт выполнил 199 полётов по программе исследований, из которых 59 с ракетопланом X-15.
B-52B (Model 464-201-3)Первая модификация, принятая на вооружение ВВС США 29 июня 1955 года. Построено 50 самолётов, серийные номера: 53-373..53-376, 53-380..53-398, завод Boeing Seattle (Washington). Двигатели 8× J57-PW-19W, с тягой по 5490 кгс (без впрыска воды — 4762). Самолёты имели незначительные улучшения в силовой установке и бортовом оборудовании. Первый полёт самолёт с серийным номером 52-8711 совершил 29 июня 1952 года. Первым подразделением получившим B-52B стало 93 Бомбардировочное крыло (93rd BW) на авиабазе Кастл (Castle) в Калифорнии, операционной готовности крыло достигло 12 марта 1956 года. Однако по состоянию на середину 1956 года из-за приостановки тренировок после катастрофы в феврале в авиакрыле не было боеготовых экипажей B-52B. Все бомбардировщики модификации B-52B были сняты с вооружения к июню 1966 года. Семь бомбардировщиков были дооборудованы до варианта B-52C по проекту Sunflower.
RB-52B27 из 50 построенных B-52B были переоборудованы в 1955-56 годах в качестве носителей разведывательного контейнера в бомбоотсеке, серийные номера: 52-004…52-013, 52-8710…52-8716, 53-366…53-372, 53-377…53-379, завод Boeing Seattle (Washington). Двигатели 8× J57-P-3. Экипаж самолёта увеличивался до 8 человек. В контейнере весом 136 кг были размещены приёмники радиоизлучения, фотокамеры K-36, K-38 и T-11, а также катапультируемые вертикально вниз кресла двух операторов разведывательного оборудования. Установка контейнера занимала четыре часа.
NB-52B Balls 8С 8 июня 1959 года десятый выпущенный B-52 (серийный номер 52-0008) использовался НАСА в различных исследовательских программах. Самолёт получил собственное неофициальное имя «Balls 8». «Balls 8» использовался в качестве самолёта-носителя для ряда исследовательских программ серии X. «Balls 8» использовался в качестве самолётной части программы воздушный старт для ракеты-носителя Pegasus в стандартной конфигурации. Эксплуатация длилась до 17 декабря 2004 года, когда он был заменён модифицированным B-52H.
B-52C (Model 464-201-6)Построено 35 самолётов в 1955-56 годах, серийные номера: 53-399..53-408, 54-2664..54-2688, завод Boeing Seattle (Washington). Двигатели 8× J57-PW-19W. Самолёт имел большую дальность полёта благодаря увеличенному объёму подкрыльевых баков (общий запас топлива составил около 158000 литров). Взлётный вес увеличился на 13605 кг и составил 204000 кг. Нижние поверхности крыла и фюзеляжа были окрашены в белый цвет для снижения воздействия на самолёт светового излучения ядерного взрыва. Первый полёт совершил в июне 1956 года. В 1959-63 годах самолёты были модернизированы по проекту Big Four. Бомбардировщики получили возможность выполнять полёт на малых высотах в любых погодных условиях, вооружение было дополнено ракетами AGM-28 Hound Dog, также самолёт стал носителем мишеней ADM-20 Quail и получил усовершенствованные системы РЭБ. Последний В-52С был выведен из боевого состава ВВС США 29 сентября 1971 года.
JB-52Cдва самолёта В-52С, оборудованных для испытаний средств РЭБ.
RB-52CРедко использовавшаяся аббревиатура для обозначения самолётов способных носить разведывательный контейнер аналогично самолёту RB-52B.
B-52D (Model 464-201-7)Специализированный бомбардировщик без разведывательной аппаратуры. Построено 170 самолётов в 1955—1957 годах: 101 самолёт на заводе Boeing Seattle (Washington), серийные номера: 55-068…55-117, 56-580…56-630 и 69 самолётов на заводе Boeing Wichita (Kansas), серийные номера: 55-049…55-067, 55-673…55-680, 56-657..56-698. Двигатели 8× J57-PW-19W. Первый полёт совершил в декабре 1956 года. В 1959-63 годах самолёты были модернизированы по проекту Big Four, аналогично модификации B-52C. Модификация Big Belly позволила самолёту нести большое количество бомб для ковровых бомбардировок Вьетнама: 24×227 кг или 340 кг бомб на внешней подвеске, 84×227 кг или 42×340-кг бомб в бомбоотсеке вместо 27×227 кг и 27×350 кг бомб. Бомбовая нагрузка самолёта составила 27215 кг. Нижние поверхности самолётов, отправленных во Вьетнам, были окрашены в чёрный цвет для снижения заметности в ночное время суток. В 1977 году на 80 самолётах были обновлены конструктивные элементы по проекту Pacer Plank, модернизация была проведена на заводе Boeing Wichita (Kansas). Бомбардировщики B-52D были сняты с вооружения в течение 1978-83 годов.
GB-52DУчебный, для наземной подготовки экипажей. Переоборудовано 7 самолётов B-52D.
JB-52DОдин самолёт модификации B-52D, оборудованный для испытаний различных вооружений (Special Weapon Center).
B-52E (Model 464-259-7)Построено 100 самолётов в 1957—1958 годах: 42 самолёта на заводе Boeing Seattle (Washington), серийные номера: 56-631…56-656, 57-014…57-029 и 58 самолётов на заводе Boeing Wichita (Kansas), серийные номера: 56-669…56-712, 57-095…57-138. Двигатели 8×J57-PW-19W. Модификация имела усовершенствованное прицельно-навигационное оборудование, которое после доработки использовалось в последующих моделях, систему дозаправки в воздухе и оборонительную турель M3 с 4×12,7 мм пулемётами. Самолёты могли использовать ракеты AGM-28 Hound Dog. Первый полёт совершил в декабре 1957 года. В 1959-63 годах самолёты были модернизированы по проекту Big Four, аналогично модификации B-52C. Бомбардировщики B-52E были сняты с вооружения в течение 1967-68 годов.
GB-52EУчебный, для наземной подготовки экипажей. Переоборудовано два самолёта B-52E.
NB-52EВсего было переоборудовано три самолёта B-52E для различных испытаний, в частности, двигателей для C-5 Galaxy. Один из них, самолёт с серийным номером 56-0631 был переоборудован по программе стоимостью 6,02 миллиона долларов. Он был оснащён передним горизонтальным оперением и Системой снижения нагрузок и стабилизации (Load Alleviation and Mode Stabilization system (LAMS)), которые позволили снизить нагрузки на конструкцию самолёта при полёте на малой высоте. В одном из полётов самолёт на 18 км/ч превысил максимально допустимую конструктивную скорость, так как переднее оперение снизило на 30 % вертикальные и на 50 % горизонтальные колебания, возникающие из-за турбулентности атмосферы.
B-52F (Model 464—260)Построено 89 самолётов в 1958—1959 годах: 44 самолёт на заводе Boeing Seattle (Washington), серийные номера: 57-030…57-073 и 45 самолётов на заводе Boeing Wichita (Kansas), серийные номера: 57-139…57-183. Двигатели 8×J57-PW-43WA, с тягой по 5080 кгс (со впрыском воды 6240 кгс). Самолёт получил новые двигатели с улучшенной системой впрыска воды и новыми генераторами переменного тока. Первый полёт совершил в июне 1958 года. На B-52F выявились проблемы, связанные с недостаточной герметичностью топливных баков, которые были устранены в процессе модификаций Blue Band, Hard Shell и QuickClip. В 1959-63 годах самолёты были модернизированы по проекту Big Four, аналогично модификации B-52C. Модернизации South Bay и Sun Bath позволили нести дополнительно 24×340 кг бомб на внешней подвеске, было дооборудовано 28 и 46 самолётов соответственно. Модернизированные бомбардировщики применялись в войне во Вьетнаме. Бомбардировщики B-52F были сняты с вооружения в течение 1967-73 годов.
GB-52FУчебный, для наземной подготовки экипажей. Переоборудовано три самолёта B-52F. К концу 1978 года списаны.
XB-52GОпытный с новым крылом и двигателями, был переоборудован один самолёт модификации B-52A.
B-52G (Model 464—253)Построено 193 самолёта в 1958—1961 годах на заводе Boeing Wichita (Kansas), серийные номера: 57-6468…57-6520, 58-0158…58-0258, 59-2564…59-2602. Двигатели 8×J57-PW-43WA. Модификация была разработана с целью продлить срок службы самолётов B-52 до принятия на вооружение сверхзвуковых бомбардировщиков B-58 Hustler. Первоначально планировалось полностью переработать крыло и установить новые двигатели Pratt & Whitney J75. Однако эти изменения были отклонены из-за опасений снижения темпов производства, тем не менее самолёт получил некоторые новшества. Наиболее значительным стало использование нового «мокрого» крыла с интегральными топливными баками, что значительно увеличило количество топлива. Максимальный взлётный вес возрос на 17235 кг. Под крылом были размещены два внешних топливных бака на 2650 л каждый. Окончательно отказались от элеронов; для управления по крену самолёт использовал только интерцепторы (на более ранних версиях интерцепторы дополнялись элеронами малого размаха (практически равного их хорде) для обеспечения обратной связи по усилию в канале крена — считалось, что так пилот будет лучше ощущать машину и её реакции при дозаправке в воздухе). На B-52G укоротили на 2,4 м киль, увеличили бак для водометаноловой смеси до 4540 л и размеры радиопрозрачного обтекателя антенны радара в носовой части фюзеляжа. Кормовой стрелок получил катапультируемое кресло и рабочее место в основной кабине вместе с экипажем. Согласно концепции «Battle Station» члены экипажа, отвечающие за наступательные действия (командир, второй пилот и два оператора бомбардировочно-навигационной системы на нижней палубе) были размещены лицом вперёд по полёту, а отвечающие за оборону (оператор станции РЭБ и стрелок на верхней палубе) размещены лицом назад. Самолёт оснастили системой РЭП ADM-20 Quail. Первый полёт B-52G совершил 13 февраля 1959 года, в тот же день поступил на вооружение САК. Днём ранее из Стратегического авиационного командования США был списан последний B-36, сделав САК оснащённым только реактивными самолётами. В 1959-63 годах самолёты были модернизированы по проекту Big Four, аналогично модификации B-52C. В 1971-77 годах на все B-52G были установлены оптико-электронные обзорные системы AN/ASQ-151, вооружение было дополнено 20 ракетами AGM-69 SRAM. В 1981-90 годах по программе OAS у всех самолётов модернизировали радиоэлектронные системы. В 1984-90 годах 99 бомбардировщиков B-52G были оборудованы в качестве носителей 12 крылатых ракет AGM-86B на подкрыльевых пилонах. В 1985 году самолёты получили приёмники спутниковой навигационной системы NAVSTAR. В 1988 году 7 самолётов B-52G были переоборудованы в противокорабельные, вооружённые 12 противокорабельными ракетами AGM-84 Harpoon на внешней подвеске, минами или ракетами AGM-142 Raptor. В 1994 году B-52G были сняты с вооружения и практически все уничтожены в соответствии с договором СНВ-1. Отдельные экземпляры сохранились в музеях и в качестве памятников на некоторых авиабазах.
GB-52GУчебный, для наземной подготовки экипажей. Переоборудовано три самолёта B-52G.
JB-52GСамолёты модификации B-52G, переоборудованные для различных испытаний. Всего было переоборудовано более 6 бомбардировщиков.
YB-52HОпытный с двигателями TF33-PW-1, был переоборудован один самолёт модификации B-52G.

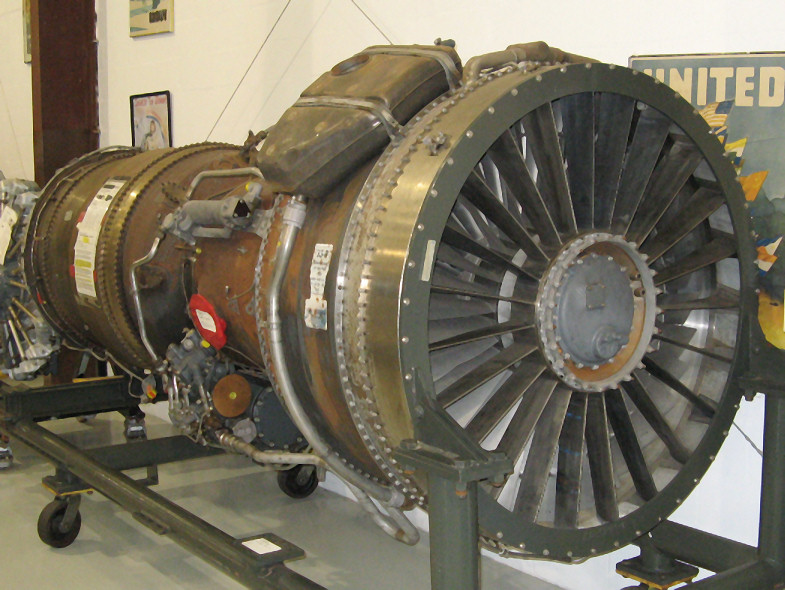
Двигатель Pratt & Whitney TF33

B-52H (Model 464—261)Построено 102 самолёта в 1960—1962 годах на заводе Boeing Wichita (Kansas), серийные номера: 60-0001…60-0062, 61-0001…61-0040. Двигатели 8×TF33-PW-1, с тягой 7710 кгс. B-52H имел те же конструктивные изменения, что и B-52G.  Наиболее важным улучшением стало использование новых двухконтурных двигателей TF33-P-3, которые несмотря на недостаточные показатели надёжности были экономичнее турбореактивных J57. Впрочем в 1964 году по программе Hot Fan двигатели были заменены на более надёжный вариант TF33-PW-3/103. Самолёт получил улучшенное бортовое оборудование и новую систему РЭБ, была установлена новая система управления оборонительным огнём. Кормовая счетверённая пулемётная стрелковая установка была заменена на одну шестиствольную 20 мм пушку M61 Vulcan (демонтированы в 1991—1994). B-52H получил возможность применения четырёх баллистических ракет GAM-87 Skybolt (AGM-48 после 1962 г.). Первый полёт B-52H совершил 10 июля 1960 года, принят на вооружение 9 мая 1961 года. В 1963 году самолёты были модернизированы по проекту Big Four, аналогично модификации B-52C. В 1971—1977 годах на все B-52H были установлены оптико-электронные обзорные системы AN/ASQ-151, вооружение было дополнено 20 ракетами AGM-69 SRAM. В 1981-90 годах по программе OAS у всех самолётов модернизировали радиоэлектронные системы. В 1984—1990 годах 96 бомбардировщиков B-52H были оборудованы в качестве носителей 12 крылатых ракет AGM-86B на подкрыльевых пилонах, 1988—1993 состав вооружения этих самолётов был дополнен 8 ракетами AGM-86B на внутрифюзеляжной пусковой установке. В начале 90х годов на вооружение самолётов поступили ракеты AGM-129А (всего 12+8 ракет). В 1996 году был инициирован проект переоснащения самолётов четырьмя английскими двигателями Rolls Royce RB211 534Е-4 с тягой по 19400 кгс, однако предложение реализовано не было. В 2007 году самолёты оснастили подвесным контейнером тепловизионной системы переднего обзора и лазерного наведения LITENING. Это единственная модификация B-52, остающаяся на вооружении ВВС США.
EB-52HПроект самолёта РЭБ на базе бомбардировщика B-52H, не реализован.
JB-52HСамолёты модификации B-52H, переоборудованные для различных испытаний. Всего было переоборудовано более 5 бомбардировщиков.
NB-52HБомбардировщик B-52H с серийным номером 61-0025 переоборудован в исследовательский для НАСА.
B-52H CEM (Conventional Enhancement Modification)В 1993—1998 годах 47 самолётов B-52H были оснащены универсальными узлами подвески для корректируемых авиабомб JASSM, JDAM, JSOW и WCMS, третьим комплектом РЭП AN/ALQ-172(V) вместо кормовой пушечной установки, системой GPS, инерциальной навигационной системой SPN/GEANS на лазерных гироскопах, новыми тепловизионной и низкоуровневой телевизионной системами переднего обзора. 18 бомбардировщиков также получили на вооружение противокорабельные ракеты AGM-84 Harpoon, 10 — ракеты AGM-142 Raptor.
B-52H CCJ (Core Component Jammer)Самолёт РЭБ с мощным источником помех для защиты истребителей с дальних дистанций. Начало разработки июнь 2008 года.
Всего было построено 744 бомбардировщика B-52. Последний B-52H с серийным номером 61-0040 покинул цеха завода 26 октября 1962 года.

## Операторы
- ВВС США — 70 B-52H, по состоянию на 2018 год[1]
  - 2-е бомбардировочное крыло, Барксдейл, Луизиана
  - 5-е бомбардировочное крыло, Майнот, Северная Дакота
  - 917-е бомбардировочное крыло Резервного командования ВВС, Барксдейл, Луизиана

## Тактико-технические характеристики (B-52H)

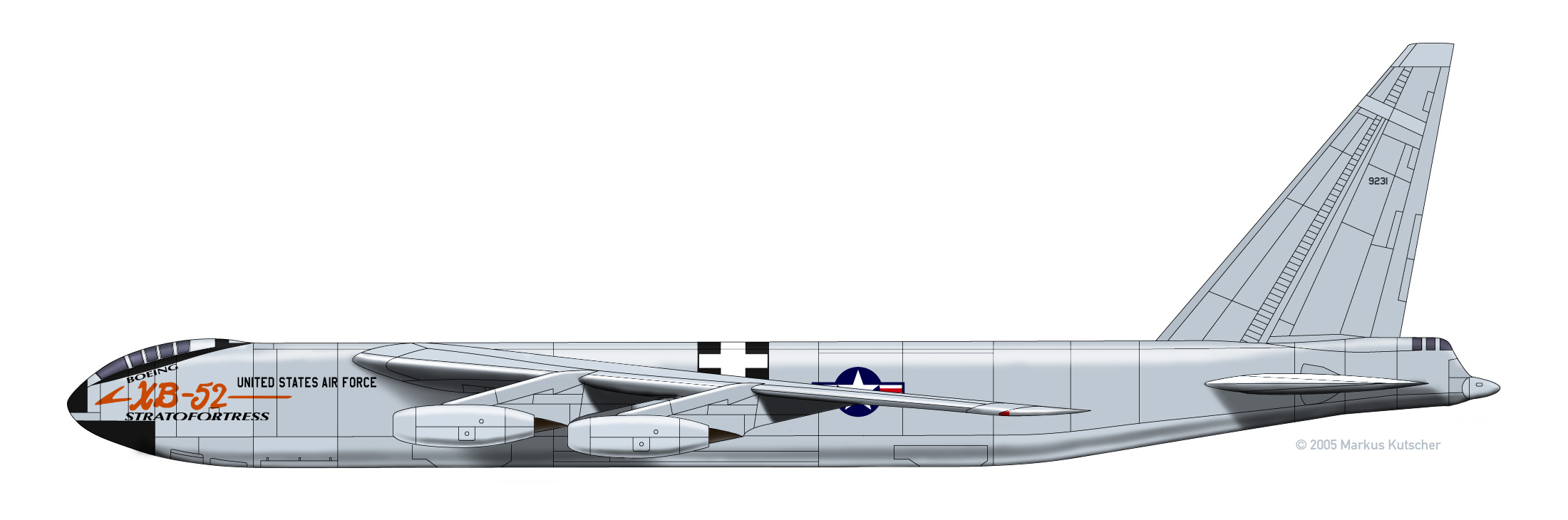
XB-52

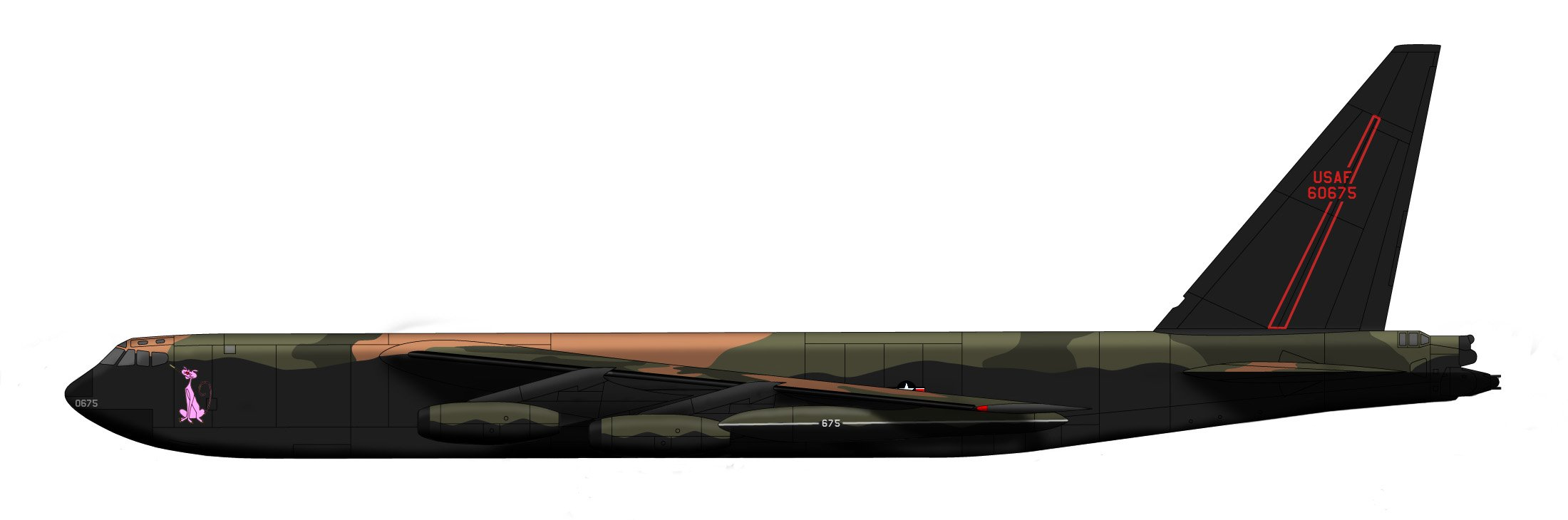
B-52D

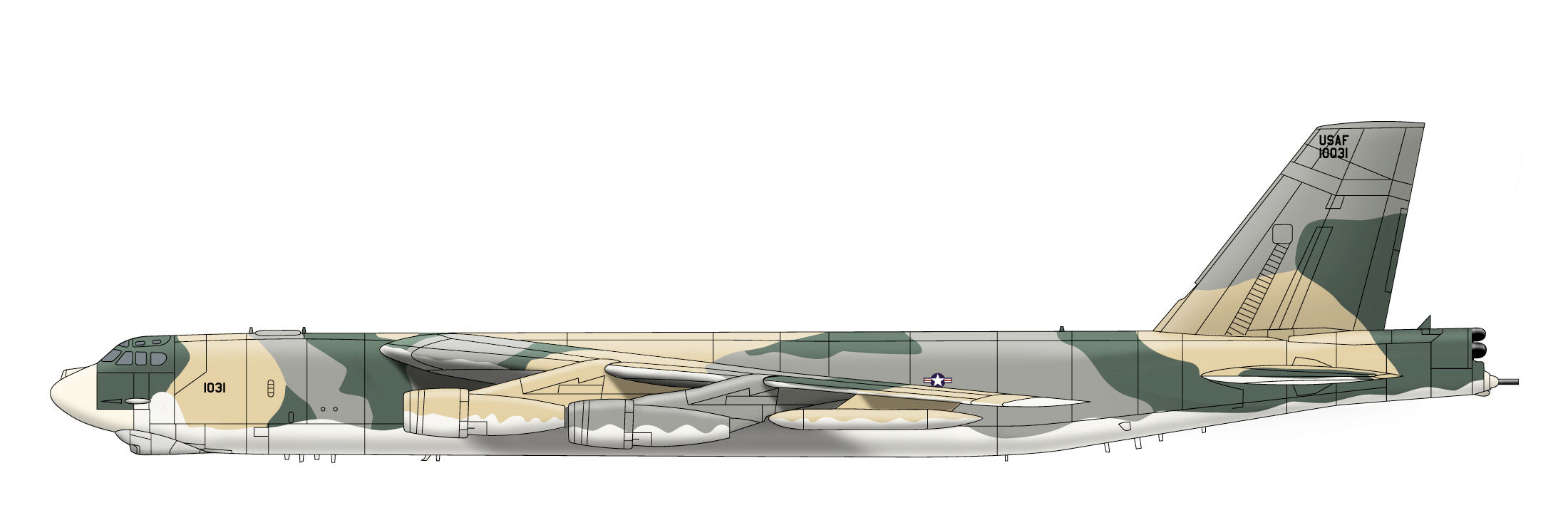
B-52H

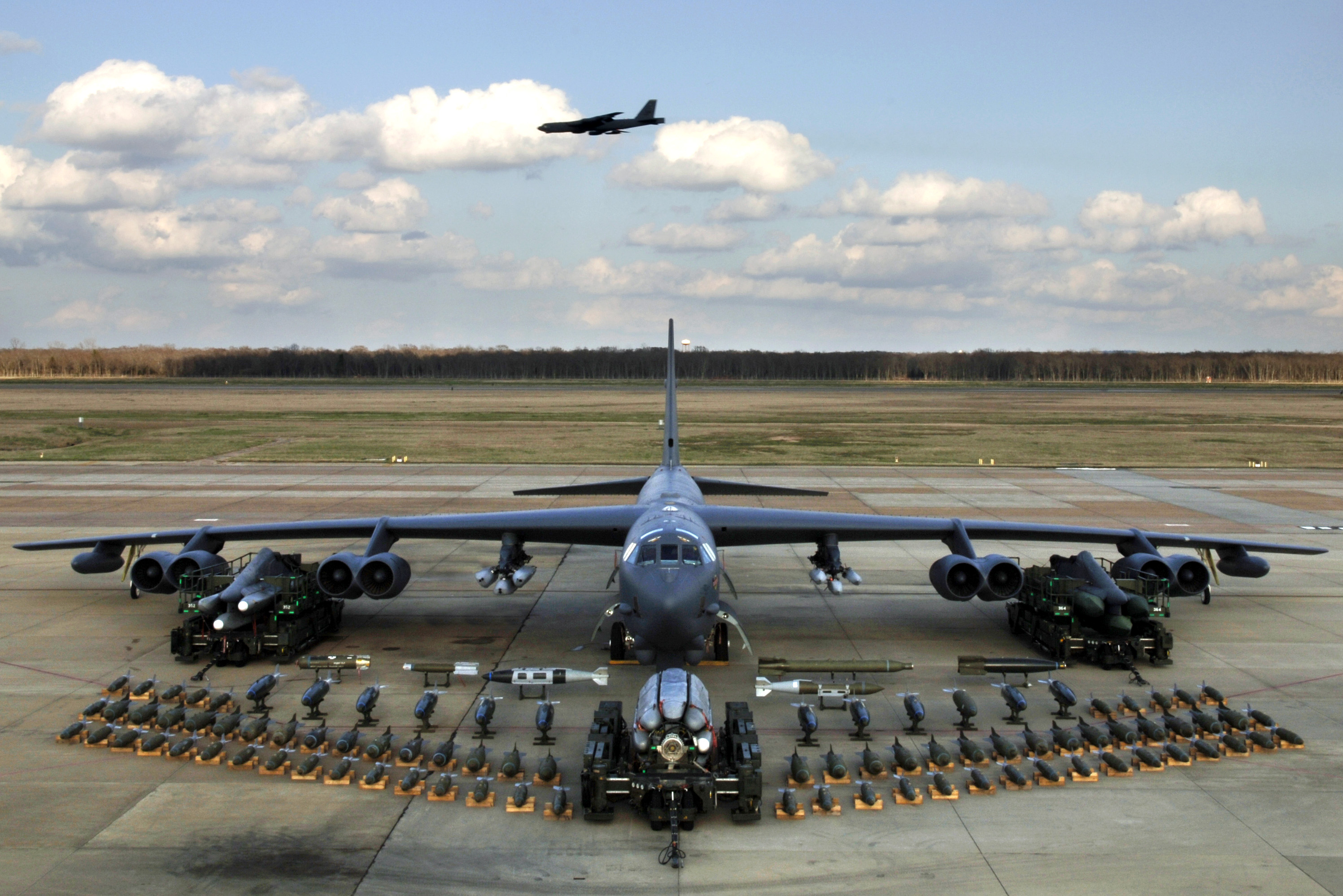
Boeing B-52H с оружием, авиабаза Барксдейл, 2006 год.

### Технические характеристики
- Экипаж: 5 человек (командир, пилот, оператор РЛС, штурман и оператор РЭБ)
- Длина: 49,05[28] м
- Размах крыла: 56,39[28] м
- Высота: 12,4 м
- Площадь крыла: 371,6[28] м²
- Угол стреловидности по линии 1/4 хорд: 35°[28]
- Коэффициент удлинения крыла: 8,56
- Профиль крыла: NACA 63A219.3 mod корень крыла, NACA 65A209.5 законцовка крыла
- Масса пустого: 83 250 кг
- Масса снаряжённого: 120 000 кг
- Максимальная взлётная масса: 229 065[28] кг
- Максимальная полётная масса: 256 735[28] кг
- Максимальная боевая нагрузка в отсеке вооружения: 31 500[28] кг
- Запас топлива: 181 725 л
- Двигатели: 8×ТРДД Pratt & Whitney TF33-P/103
- Тяга: 7710[28] кгс (75,6 кН)
- Коэффициент лобового сопротивления при нулевой подъёмной силе: 0,0119 (расчётное значение)
- Эквивалентная площадь сопротивления: 4,42 м²

### Лётные характеристики
- Максимальная скорость на большой высоте: 957 км/ч (M=0,86)[29]
- Крейсерская скорость максимальная: 819 км/ч [уточнить] (M=0,84)[28]
- Крейсерская скорость нормальная: 723 км/ч истинная (M=0,77)[28]
- Максимальная скорость на малой высоте: 652—676 км/ч (M=0,53—0,55) (при преодолении ПВО)[28]
- Боевой радиус: 7210 км
- Перегоночная дальность: 16 090 км[29]
- Практический потолок: 16 765[28] м
- Скороподъёмность: 31,85 м/с
- Длина разбега: 2900[28] м
- Длина пробега: (без тормозного парашюта)
  - на сухой ВПП: 1433[28] м
  - на мокрой ВПП: 2500[28] м
- Нагрузка на крыло: 616 кг/м²
- Тяговооружённость: 0,51
- Аэродинамическое качество самолёта: 21,5 (расчётное значение)
- Максимальная эксплуатационная перегрузка: +2
- ЭПР: ~100[28] м²

### Вооружение
- Пушечное вооружение: одна автоматическая шестиствольная 20 мм пушка M61 Вулкан в хвосте самолёта, в 1994 году демонтированы
- Бомбовая нагрузка: до 31 500 кг[29] различного вооружения:

Примечание. Используя пилоны AGM-28, бомбардировщик мог нести до 51 единицы боеприпасов. На пилонах Heavy Stores Adaptor Beam (HSAB) могут подвешиваться только до девяти единиц бомб, что даёт общее количество не более 45 единиц боеприпасов. В таблице приведены данные обоих вариантов.
| Наборы вооружений B-52H    |                                   |                          |
| Ядерное                    | Обычное                           | Высокоточное             |
| 20 ALCM (12 ext)           | 51 CBU-52 (27 int, 18 ext)        | 18 JDAM (12 ext)         |
| 12 SRAM [ext]              | 51 CBU-58 (27 int, 18 ext)        | 30 WCMD (16 ext)         |
| 12 ACM [ext]               | 51 CBU-71 (27 int, 18 ext)        | 8 AGM-84 Harpoon         |
| 2 B53 [int]                | 30 CBU 87 (6 int, 18 ext)         | 20 AGM-86C CALCM         |
| 8 B61 Mod11 (300 кТ) [int] | 30 CBU 89 (6 int, 18 ext)         | 8 AGM-142 Popeye [3 ext] |
| 8 B83 (1,2 МТ)[int]        | 30 CBU 97 (6 int, 18 ext)         | 18 AGM-154 JSOW (12 ext) |
|                            | 51 M117 (340 кг)                  | 12 AGM-158 JASSM [ext]   |
|                            | 18 MK20 (ext)                     |                          |
|                            | 51 MK36                           |                          |
|                            | 8 MK41                            |                          |
|                            | 12 MK52                           |                          |
|                            | 8 MK55                            |                          |
|                            | 8 MK56                            |                          |
|                            | 51 MK59                           |                          |
|                            | 8 MK60 (CAPTOR)                   |                          |
|                            | 51 Mk62                           |                          |
|                            | 8 Mk64                            |                          |
|                            | 8 Mk65                            |                          |
|                            | 51 Mk82 (227 кг) (27 int, 18 ext) |                          |
|                            | 18 Mk84 (907 кг)(ext)             |                          |

- Все B-52 оборудованы инфракрасной и высокочувствительной телевизионной системами в нижней носовой части. Эти системы повышают боевые возможности самолёта и обеспечивают полёт на малой высоте.

### Сравнительная таблица характеристик различных модификаций
| ТТХ B-52 различных модификаций  |            |             |                |                |                |                |                |                |                          |       |
| Характеристика                  | YB-52      | B-52A       | B-52B          | B-52C          | B-52D          | B-52E          | B-52F          | B-52G          | B-52H                    |       |
| Технические характеристики      |            |             |                |                |                |                |                |                |                          |       |
| Экипаж                          | 5          | 6           | 6              | 6              | 6              | 6              | 6              | 6              | 6 (с 1994 — 5)           |       |
| Длина, м                        | 46,53      | 47,73       | 47,73          | 47,73          | 47,73          | 47,73          | 47,73          | 48,03          | 49,05                    |       |
| Размах крыла, м                 | 56,39      | 56,39       | 56,39          | 56,39          | 56,39          | 56,39          | 56,39          | 56,39          | 56,39                    |       |
| Высота, м                       | 14,72      | 14,72       | 14,72          | 14,72          | 14,72          | 14,72          | 14,72          | 12,40          | 12,40                    |       |
| Площадь крыла, м²               | 371,6      | 371,6       | 371,6          | 371,6          | 371,6          | 371,6          | 371,6          | 371,6          | 371,6                    | 371,6 |
| Масса пустого, кг               | н/д        | н/д         | 74426          | н/д            | н/д            | н/д            | 69750          | 76405          | 83250                    |       |
| Нормальная взлётная масса, кг   | н/д        | н/д         | 123377         | н/д            | н/д            | н/д            | 182000         | 137272         | 120000                   |       |
| Максимальная взлётная масса, кг | 176900     | 190500      | 190500         | 204100         | 204100         | 204100         | 204100         | 221400         | 221400                   |       |
| Запас топлива, л                | 147100     | 142145      | 142145         | 157285         | 157285         | 157285         | 157285         | 181815         | 181815                   |       |
| Двигатель                       | 8× J57-P-3 | 8× J57-P-9W | 8× J57-P-19W   | 8× J57-P-19W   | 8× J57-P-19W   | 8× J57-P-19W   | 8× J57-P-43WA  | 8× J57-P-43WA  | 8× TF33-P-3              |       |
| Тяга, кН                        | 8× 38,7    | 8× 44,1     | 8× 46,7 (53,8) | 8× 46,7 (53,8) | 8× 46,7 (53,8) | 8× 46,7 (53,8) | 8× 49,8 (61,2) | 8× 49,8 (61,2) | 8× 75,6                  |       |
| Лётные характеристики           |            |             |                |                |                |                |                |                |                          |       |
| Максимальная скорость, км/ч     | 980        | н/д         | 1014           | н/д            | 1010           | н/д            | 1050           | 1024           | 1010                     |       |
| Практическая дальность, км      | 11380      | 11525       | 11525          | 12250          | 12250          | 12305          | 12400          | 14030          | 16715                    |       |
| Боевой радиус, км               | н/д        | н/д         | 5780           | н/д            | н/д            | н/д            | 5875           | 6600           | 7210                     |       |
| Практический потолок, м         | н/д        | н/д         | 14417          | н/д            | н/д            | н/д            | 15200          | 14326          | 16765                    |       |
| Вооружение                      |            |             |                |                |                |                |                |                |                          |       |
| Оборонительное                  | нет        | 4×12,7 мм   | 4×12,7 мм      | 4×12,7 мм      | 4×12,7 мм      | 4×12,7 мм M3   | 4×12,7 мм M3   | 4×12,7 мм M3   | 1×20 мм M61 (до 1994 г.) |       |
| Боевая нагрузка                 | нет        | н/д         | 19504          | н/д            | 31750          | н/д            | 19504          | 22680          | 27200                    |       |

### Сравнение с аналогами
|                                           | Ту-160  | Ту-95  | XB-70 Valkyrie | B-1A                | B-1B                         | B-2    | B-52   |
| ----------------------------------------- | ------- | ------ | -------------- | ------------------- | ---------------------------- | ------ | ------ |
| Внешний вид                               |         |        |                |                     |                              |        |        |
| Максимальная взлётная масса, т            | 275     | 172,0  | 246            | 176,8               | 216,4                        | 171    | 229    |
| Максимальная боевая нагрузка, т           | 45      | 20     | 29,4           | 34                  | 34 (+22,7 на внеш. подвеске) | 27     | 31,5   |
| Максимальная скорость, км/ч               | 2230    | 882    | 3309           | 2300                | 1328                         | 1010   | 957    |
| Боевой радиус, км                         | 7300    | 6500   | 6900           |                     | 5543                         | 5300   | 7210   |
| Дальность с боевой нагрузкой, км          | 10 500  | 12 100 | н/д            | 9817                | 12 000                       | н/д    | н/д    |
| Максимальная дальность, км                | 14 500  | 15 000 | н/д            |                     | 13 500                       | 11 100 | 16 090 |
| Рабочий потолок, м                        | 21 765  | 11 900 | 23 600         | 18 900              | 18 290                       | 15 000 | 16 765 |
| Совокупная тяга двигателей, кгс           | 100 000 | 48 000 | 76 200         |                     | 55 400                       | 31 300 | 61 680 |
| Применение технологий снижения заметности | нет     | нет    | нет            | нет                 | частично                     | да     | нет    |
| Количество самолётов в строю              | 16      | 68     | нет            | н/д (произведено 4) | 64                           | 19     | 62     |